# Carmen Jeitler-Cincelli

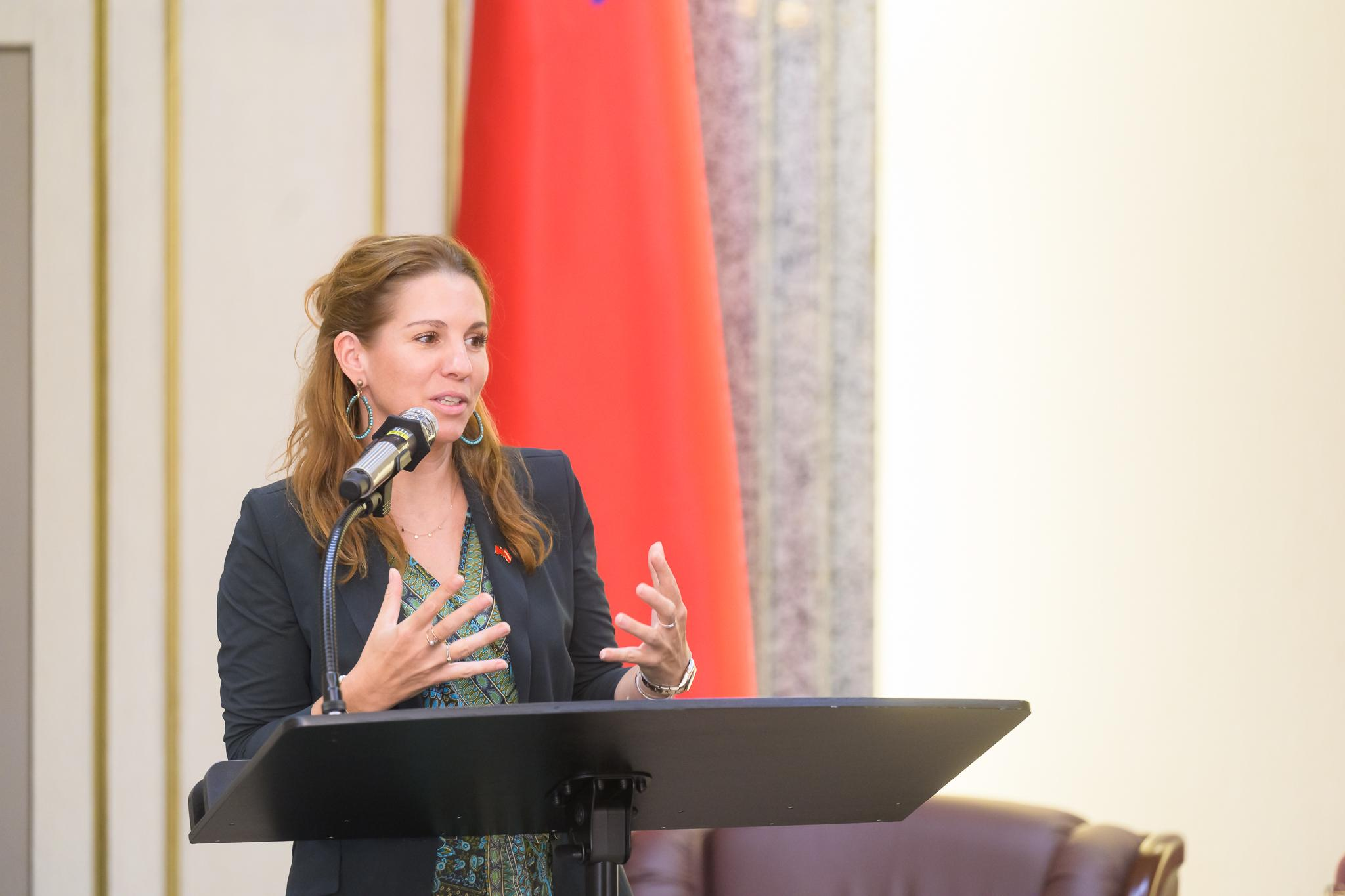
Carmen Jeitler-Cincelli (2023)

Carmen Jeitler-Cincelli (* 27. Juli 1980 in Innsbruck), oft verkürzt Carmen Jeitler, ist eine österreichische Unternehmerin, Politikerin (ÖVP) und Abgeordnete zum Österreichischen Nationalrat. Sie war 2018 bis 2025 stellvertretende Generalsekretärin des Österreichischen Wirtschaftsbundes. Seit 11. März 2025 ist sie Bürgermeisterin der Stadt Baden bei Wien.

## Ausbildung
Carmen Jeitler-Cincelli (geb. Cincelli) besuchte die Volksschule in Sistrans und danach das Akademische Gymnasium Innsbruck, wo sie 1999 die Matura ablegte. Sie absolvierte berufsbegleitend das Bakkalaureatsstudium und anschließend das Magisterstudium der Publizistik- und Kommunikationswissenschaft an der Universität Wien. Wahlfächer im Studium belegte sie aus Rechtswissenschaften und Philosophie. 2018 absolvierte sie einen Executive-Lehrgang an der Executive School of Management, Technology and Law der Universität St. Gallen.

## Beruf
Carmen Jeitler-Cincelli ist seit dem Jahr 2002 Gesellschafterin und Mitglied der Geschäftsleitung eines gemeinsam mit ihrem Ehemann aufgebauten Kommunikations- und Beratungsunternehmens. Seit dem Jahr 2014 ist sie alleinige Geschäftsführerin des Unternehmens. Beruflich befasst sie sich vor allem mit Standortmarketing, Design und Inszenierung im Handel sowie Kommunikation für öffentliche Institutionen.

## Politik und öffentliche Funktionen
Carmen Jeitler-Cincelli engagierte sich bereits während ihrer Schul- und Studienzeit politisch und gesellschaftlich in verschiedenen Bereichen.
Ab dem Jahr 2007 übernahm sie die Funktion als Bezirksvorsitzende von Frau in der Wirtschaft für den Bezirk Baden, welche sie bis zum Jahr 2015 ausübte. 2009 kandidierte sie bei der Europawahl zum Europäischen Parlament. Im Jahr 2012 wurde sie zur Obfrau des Wirtschaftsbundes Baden gewählt, 2013 kandidierte sie zum Nationalrat und ging dabei als Wahlkreissiegerin hervor, zog jedoch nicht in den Nationalrat ein, da die Volkspartei aufgrund des Ergebnisses kein Wahlkreismandat erzielte. Im Jahr 2014 übernahm sie die ehrenamtliche Funktion als Obfrau des Vereines Stadtmarketing Baden mit dem Ziel der Belebung der Badener Innenstadt und rief das gemeinnützige regionale Lifestylemagazin Baden Passion ins Leben, als dessen Herausgeberin und Chefredakteurin sie bis heute fungiert. Im Rahmen des 2014 angestoßenen Programmprozesses Evolution Volkspartei war sie Evolutionsbotschafterin und beteiligte sich an der inhaltlichen Neuausrichtung der Volkspartei.
2015 kandidierte sie zum Gemeinderat der Stadt Baden und wurde nach der Wahl als Stadträtin für Wirtschaft und Stadtmarketing in den Gemeindevorstand berufen.  In dieser bis 2023 ausgeübten Funktion zeichnete sie u. a. für die Neuentwicklung der Destinationsmarke Baden bei Wien verantwortlich. 2015 sprach sich Jeitler öffentlich entgegen der damaligen Parteilinie im Standard für die gleichgeschlechtliche Ehe aus.
Bei der Nationalratswahl 2017 kandidierte Carmen Jeitler-Cincelli als Spitzenkandidatin im neu geschaffenen Regionalwahlkreis Thermenregion und ging im Rahmen eines innerhalb der Volkspartei Niederösterreich gültigen absoluten Vorzugsstimmensystems als Wahlkreissiegerin hervor. Sie erzielte in Summe 4.943 Vorzugsstimmen bzw. 30,2 % der abgegebenen Vorzugsstimmen und besetzt seit der XXVI. Gesetzgebungsperiode das von der Volkspartei erzielte Grundmandat im Wahlkreis. In den auf die Wahl folgenden Koalitionsverhandlungen zur Regierungsbildung verhandelte Carmen Jeitler-Cincelli im Kapitel Frauen.
Am 8. März 2018 wurde ihre Berufung zur stellvertretenden Generalsekretärin des Österreichischen Wirtschaftsbundes mit dem Aufgabenbereich der Stärkung und des Ausbaus des Bereichs Gesellschaftspolitik bekannt gegeben.
Im Rahmen der durch die Ibiza-Affäre vorzeitig ausgelösten Nationalratswahl 2019 kandidierte Carmen Jeitler-Cincelli erneut und wurde mit über dem Bundesergebnis liegenden Stimmenzuwächsen im Bezirk Baden sowie einem – trotz Aussetzung des absoluten Vorzugsstimmensystems – um ca. 10 % ausgebauten Anteil der Vorzugsstimmen (36,2 %) in ihrem Amt bestätigt.
Im Mai 2022 wurde in zahlreichen Medien berichtet, dass Carmen Jeitler-Cincelli als Wirtschaftsministerin im Gespräch sei.
Im Zuge der Nationalratswahl 2024 kandidierte Jeitler-Cincelli erneut im Wahlkreis Thermenregion auf Platz 1 der ÖVP-Liste sowie auf Platz 6 der niederösterreichischen Landesliste. Mit einem erneut stark ausgebauten Anteil von knapp 46,5 % der Vorzugsstimmen wurde Jeitler für die XXVIII. Legislaturperiode in ihrer Funktion bestätigt. Erneut kam es nach der Wahl zu Spekulationen in Medien, dass Jeitler als Ministerin im Gespräch sei.
Am 11. März 2025 wurde sie in der konstituierenden Gemeinderatssitzung der Stadt Baden als Nachfolgerin von Stefan Szirucsek zur Bürgermeisterin gewählt. In diesem Zusammenhang gab sie bekannt, ihre Funktion als stellvertretende Generalsekretärin des Österreichischen Wirtschaftsbundes aufzugeben.

### Parlamentarische Aufgaben und Schwerpunkte
Schwerpunkte von Carmen Jeitler-Cincelli liegen vor allem im Bereich Außenpolitik und Wirtschaftspolitik, einen weiteren Fokus stellen Sustainable Development Goals (SDGs) als Schnittmenge dieser Kerngebiete dar. Im Dezember 2020 wurde sie zur ersten SDG-Bereichssprecherin einer Fraktion im Österreichischen Parlament gewählt. Im außenpolitischen Bereich ist sie regelmäßig mit Themen des Westbalkans befasst und als Obfrau der bilateralen parlamentarischen Gruppe Österreich-Kosovo tätig.
Sie ist als eine von sechs österreichischen Delegierten ordentliches Mitglied der Parlamentarischen Versammlung des Europarates.
Carmen Jeitler war bereits Mitglied in verschiedenen parlamentarischen Ausschüssen des österreichischen Nationalrates. Ihre aktuellen Aufgaben umfassen folgende Ausschüsse:
- Außenpolitischer Ausschuss (Schriftführerin)
- Ständiger Unterausschuss in Angelegenheiten der Europäischen Union
- Ständiger Unterausschuss in Angelegenheiten des Europäischen Stabilitätsmechanismus (Schriftführerin)
- Ausschuss für Wirtschaft, Industrie und Energie
- Umweltausschuss
- Unterausschuss des Außenpolitischen Ausschusses: Entwicklungszusammenarbeit

Sie ist Ersatzmitglied im Ausschuss für innere Angelegenheiten, im Ausschuss für Familie und Jugend, im Unterrichtsausschuss sowie im Verkehrsausschuss.
In der XXVI. Gesetzgebungsperiode fungierte sie – teils zu verschiedenen Zeitpunkten – als Obfraustellvertreterin des Gleichbehandlungsausschusses, als Schriftführerin des Ausschusses für Familie und Jugend sowie als Mitglied im Außenpolitischen Ausschuss, im Ständigen Unterausschuss in Angelegenheiten der Europäischen Union, im Ständigen Unterausschuss in Angelegenheiten des Europäischen Stabilitätsmechanismus, im Ausschuss für Menschenrechte und im Umweltausschuss. Weiters war sie Ersatzmitglied im Ausschuss für innere Angelegenheiten, im Ausschuss für Wirtschaft, Industrie und Energie, im Tourismusausschuss, im Unterrichtsausschuss sowie im Verkehrsausschuss.

## Auszeichnungen
Carmen Jeitler-Cincelli wurde mit ihrem Kommunikationsunternehmen vielfach ausgezeichnet und konnte im Laufe der Jahre mehr als 40 Preise bei Kreativwettbewerben gewinnen. Das Unternehmen war mehrfach meistausgezeichnete Werbeagentur in Niederösterreich.

## Privates
Jeitler-Cincelli hat italienische Wurzeln.
Aus ihrer Ehe mit dem aus dem Antikorruptionsbereich bekannten Unternehmer und Sachverständigen Georg H. Jeitler entstammen drei Kinder. Die Kinder des Paares wurden in den Jahren 2002, 2005 und 2009 geboren. Im Jahr 2023 wurde die Trennung des Paares bekannt. Carmen Jeitler lebt und arbeitet seit dem Jahr 2001 in Baden bei Wien.
Ihr ältester Sohn Moriz ist in der Hochschulpolitik aktiv und Mandatar der Bundesvertretung als Obmann der ÖVP-nahen Aktionsgemeinschaft am Wiener Juridicum.
Sie ist Mitglied der christlichen Mittelschulverbindungen Ch.Ö.M.M.V. Veldidena Innsbruck und K.Ö.St.V. Vulkania Baden.

## Publikationen
- Erwartungen, mediale Bilder und ein möglicher Weg. In Poier, K. / Konschegg, K. / Spannring, J. (Hg.): Jugend und Soziale Gerechtigkeit. Leykam, Graz 2008, ISBN 978-3-7011-0132-0
- Vom Point of Sale zum Point of Tale – Der Verkaufsort als Träger von Geschichten. Magisterarbeit, Universität Wien 2012
- Baden bei Wien: Mit viel Mut zur starken Stadtmarke. Der Faktor Mensch im Destinationsbranding. In Kausch, T. / Pirck, P. / Strahlendorf, P. (Hg.): Städte als Marken 2: Herausforderungen und Horizonte. New Business, Hamburg 2017, ISBN 978-3-936182-60-6